# ميبلز (ميزوري)

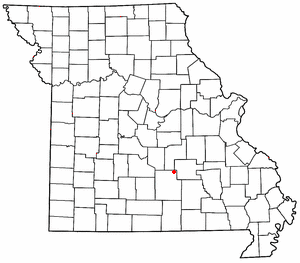
موقع ميبلز، ميزوري

ميبلز (بالإنجليزية: Maples)‏ هي إحدى المجتمعات الفردية (غير مصنفة) في ولاية ميزوري في الولايات المتحدة الأمريكية.